# Zhuluke
Zhuluke är en socken i Kina. Den ligger i provinsen Liaoning, i den nordöstra delen av landet, omkring 290 kilometer väster om provinshuvudstaden Shenyang. Antalet invånare är 18 790. Befolkningen består av 9 586 kvinnor och 9 204 män. Barn under 15 år utgör 17,0 %, vuxna 15-64 år 71 %, och äldre över 65 år 11,0 %.
Genomsnittlig årsnederbörd är 652 millimeter. Den regnigaste månaden är juni, med i genomsnitt 163 mm nederbörd, och den torraste är januari, med 2 mm nederbörd.